# Keverve pirítás
A keverve pirítás vagy rázva pirítás, esetleg dobva-rázva pirítás, ismert angol nevén stir frying kínai konyhatechnikai módszer. Az egyforma nagyságúra aprított hozzávalókat kevés, felhevített olajon, wokban készítik el, keverve, illetve dobva-rázva, hirtelen sütve. A Kínából származó módszer ma már világszerte elterjedt.
Kutatók szerint a wokban vagy serpenyőben sütést már a Han-dinasztia (i.e. 206 – i.sz. 220) idejében is ismerhették, de leginkább magvak, gabona szárítására használhatták, és csak a Ming-dinasztia (1368–1644) idejére fejlődött ki a wok mai alakja, ami lehetővé tette a forró olajban való hirtelen sütést. Sokáig, még a 20. század nagy részében is, csak a gazdag családok és az éttermek engedhették meg maguknak a keverve pirításhoz szükséges olajat és tüzelőanyagot, így a főzés és a gőzölés elterjedtebb konyhatechnikai eljárások maradtak. Miután egyre többen engedhetik már meg maguknak a szükséges anyagokat, a technika terjedni kezdett, és nyugatra is begyűrűzött.
A keverve pirítást általánosan egészséges konyhatechnikai módszernek tartják, mindaddig, amíg vigyáznak az összetevők kalóriatartalmával.
Az angol stir-fry szót először Csao Jüan-zsen (Zhào Yuánrèn) használta Csao-Jang Pu-vej (Chao Yang Buwei) How to Cook and Eat in Chinese című, 1945-ben megjelent könyvében, a csao (chǎo) technika fordításaként. Magyar elnevezése változó, a fent említettek mellett az angolos „stir-fry” és „stir frying” alakokat is használják.

## Története

### Kínában

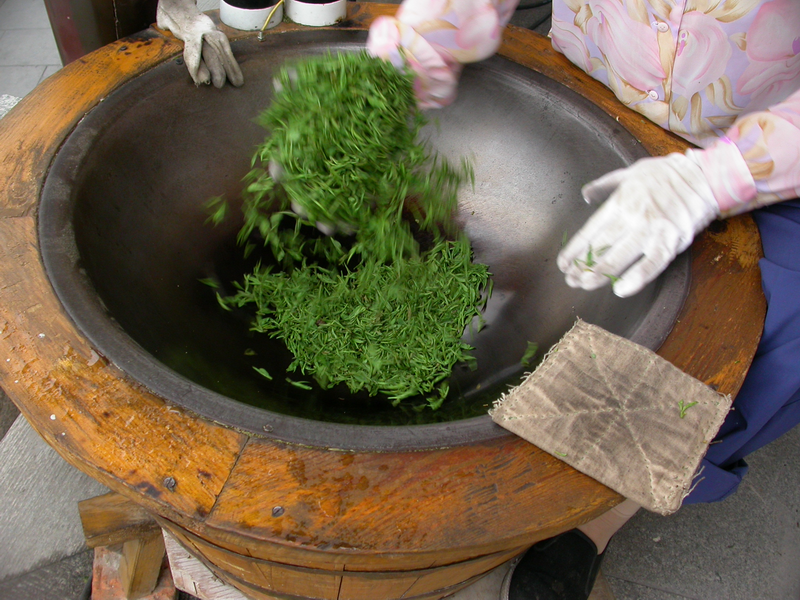
A Tang-dinasztia korában (618–907) a csao (chao) technikát tealevelek pörkölésére használták.

A csao (炒, chao) kínai írásjegy már Keleti Csou-korabeli (i.e. 771–256) bronztárgyakon is feltűnik, de nem keverve pirítás értelemben. A Han-dinasztia (i.e. 206 – i.sz. 220) idejében gabona szárítására használták (felhevített edényben kevergetve szárították a szemeket). Írásos említést nem tesznek az eljárásról ebből az időszakból, azonban régészeti leletek azt mutatják, hogy már ekkor is használták a wokot és vékonyra szeletelték az ételeket, ami arra utalhat, hogy ismerték ezt a sütési eljárást is.
A csao (chao) mint stir frying, azaz keverve pirítás jelentésben először a Csi min jao su (Qi min yao shu) (齊民要術, „Főbb módozatok az emberek jólétéhez”) című, 544-ben keletkezett, legelső ismert mezőgazdasági enciklopédiában fordult elő. A Tang-dinasztia (618–907) idejében a kifejezést tealevelek pörkölésére használták. A Szung (Song)-dinasztia (960–1279) idejében már mintegy tucat recept használta konyhatechnikai eljárásként. Ebben az időszakban kezdte el a kínai konyha használni a növényi olajat is a sütéshez állati eredetű zsírok helyett. Addig csak olajlámpában használták.
Eredetileg a keverve pirítás nem számított olyan jelentős konyhatechnológiai eljárásnak, mint a főzés vagy a gőzölés, mivel az olaj drágának számított. Népszerűsége a kései Ming-dinasztia (1368–1644) korában  nőtt meg, részben mert a főzéshez használt fa, illetve faszén a városok környékén nagyon megdrágult, és ezzel a technikával gyorsabban lehetett ételt készíteni, vagyis kevesebb tüzelőanyagot kellett elhasználni. A kései Ming, illetve az azt követő Csing (Qing)-korban (1644–1912) a városi élet felgyorsulása is kedvezett a gyorsabb technológiáknak. Az elterjedése azonban nem váltotta ki a hagyományos főzési technikákat, például a 16. században keletkezett Szép asszonyok egy gazdag házban című regény több mint száz receptje közül csak öt vagy hat stir-fry, a 18. századi Szujjüan sitan (Suiyuan shidan) (隨園食單) recepteskönyvben szereplő recepteknek pedig csak mintegy 16%-át teszik ki a wokban készült ételek.
A kései Csing (Qing)-korban már a legtöbb kínai konyhában volt woktűzhely (csaocao (chaozao), 炒灶; vagy paotaj cao (paotai zao), 炮臺灶), mely alkalmas volt a keverve pirításra, mivel a közepén egy nagyobb lyuk volt, amelyen keresztül a wok alja beleért a tűzbe.

### Nyugaton

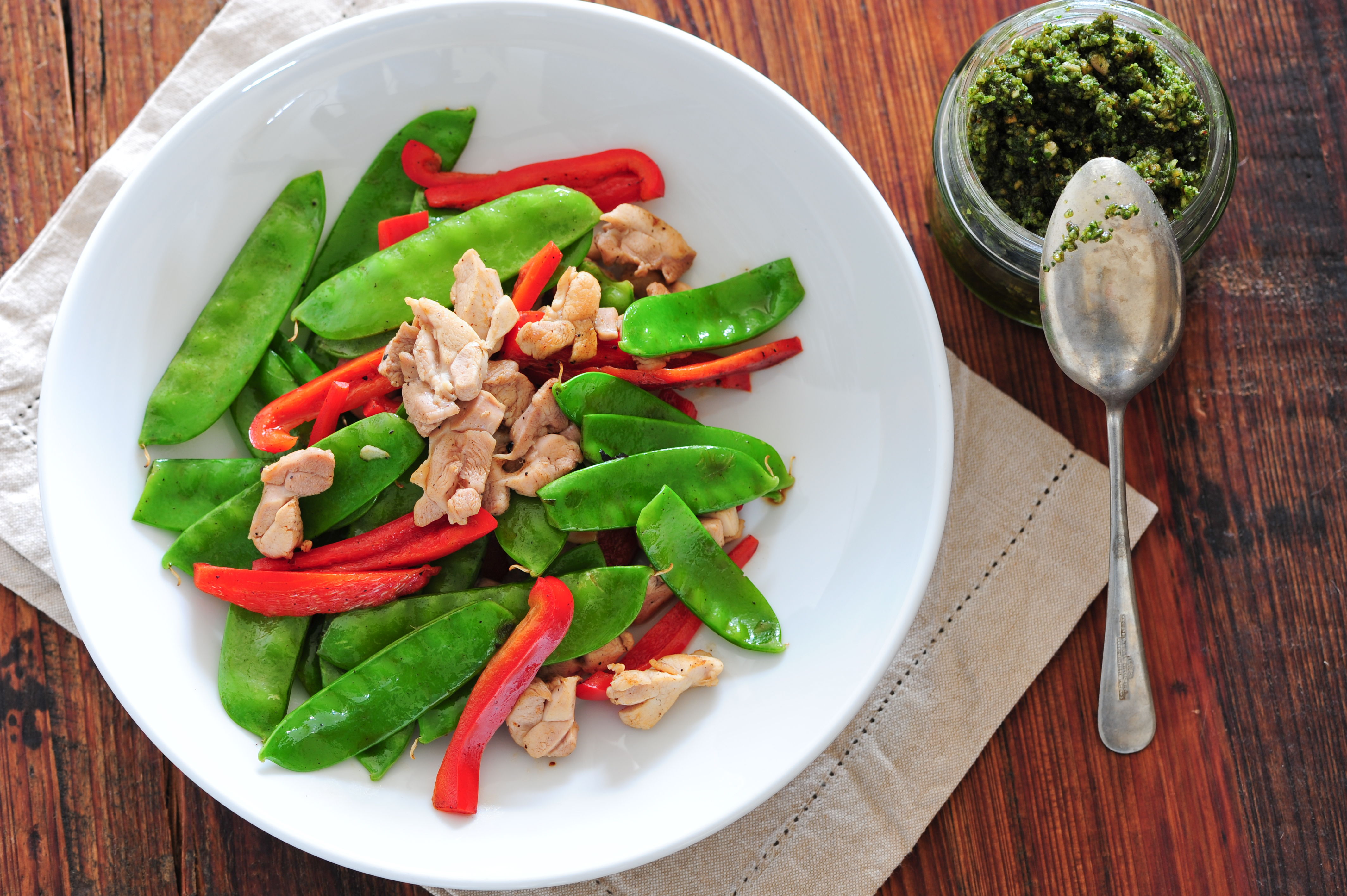
Olasz stir-fry

Amerikába a kínai bevándorlók hozták magukkal az eljárást, mely aztán a nem-ázsiai konyhaművészetbe is bekerült.
A stir fry kifejezést, mint a csao (chao) technika fordítását 1945-ben Csao Jüan-zsen (Zhào Yuánrèn) vezette be felesége, Csao-Jang Pu-vej (Chao Yang Buwei) How to Cook and Eat in Chinese című könyvében. A könyv így ír a miértekről: „Általánosságban véve a csao (chao) fordítható úgy, hogy felvágott nyersanyagok ’nagy lángon, kevés zsiradékon való gyors sütése’ folyékony ízesítőkkel. Röviden hívjuk stir-frynak vagy stirnek. A nyugati konyhában az ehhez legközelebb álló módszer a sauté. ... Mivel a stir-frying esetében nagyon fontos az időzítés, és nagyon gyorsan készül, úgy is hívhatjuk, hogy ’blitz-cooking’ [kb. villámfőzés]”.
Nyugaton a kínai éttermek honosították meg az eljárást. Az 1970-es években az „egészségtudatos” trend eredményeképp sokan vettek wokot és a stir-frying népszerű lett a gyorsasága miatt. Sok családnál időhiány miatt problémát jelentett a közös vacsora elkészítése, a keverve pirítás azonban lehetővé tette, hogy akár tizenöt perc alatt étel kerüljön az asztalra.
Magyarországon már az 1980-as években említették újságok a stir-fry kifejezést, és az 1990-es években is többször előfordult. Az 1970-es évek végén nyílt meg Budapesten az első kínai étterem, a Kacsa, a Kacsa utca sarkán, majd az 1980-as években több hely is létesült, ahol jobbára magyarosítva szolgálták fel a kínai ételeket.

## Technika
Két fő stir-fry technika létezik, a csao (chao) és a pao (bao). Mindkettőnél magas hőmérsékleten pirítanak, a csao (chao) esetében folyékony ízesítőket adnak az ételhez, így a hozzávalók puhábbak lesznek, a pao (bao) technikával készült ételek viszont ropogósabbak a Maillard-reakciónak köszönhetően.

### Csao(Chao)

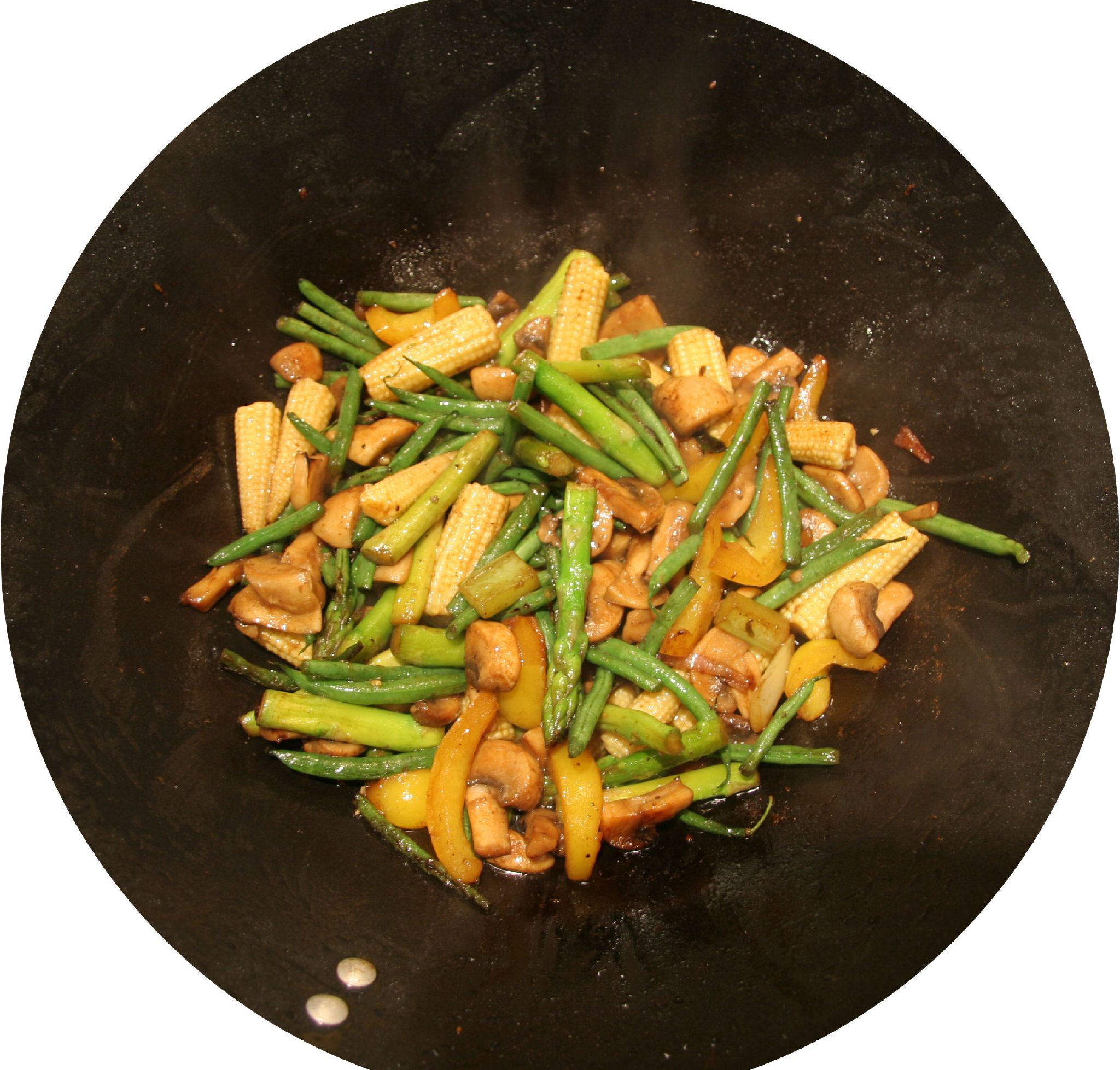
Csao (Chao) technikával készült stir-fry bébikukoricával

A csao (炒, chao) technika hasonlít a nyugaton ismert sautéhoz. Regionális különbségek vannak a felhasznált olaj típusát és mennyiségét, valamint az olaj és a többi folyékony hozzávaló arányát tekintve, a zöldségkombinációk is különbözőek lehetnek, akárcsak az ízesítés, például az erőspaprika használata; az alapművelet azonban azonos.
Először a wokot felhevítik, majd mielőtt füstölni kezdene, kis mennyiségű olajat öntenek bele („forró wok, hideg olaj”), majd a száraz fűszereket teszik hozzá, úgy mint gyömbér, fokhagyma, mogyoróhagyma vagy újhagyma. Ezeket főzőlapáttal kevergetik, amíg illatosak nem lesznek, majd elkezdik adagolni a többi hozzávalót. Először azok kerülnek a wokba, amelyek hosszabb főzési időt igényelnek, például a húsok vagy a tofu. Mikor a hús és a zöldségek is majdnem elkészültek, szójaszósz, ecet, főzőbor, só vagy cukor kerülhet még ízesítőként az ételbe, valamint sűrítéshez kukoricakeményítő, vízigesztenyeliszt vagy nyílgyökérliszt. A hozzávalókat azonos méretűre szokták kockázni vagy darabolni, esetleg vékonyra szeletelni, kivéve a leveles zöldeket, mint a spenót, melyek gyorsan megfonnyadnak hő hatására.

#### Wok héj(Wok hei)

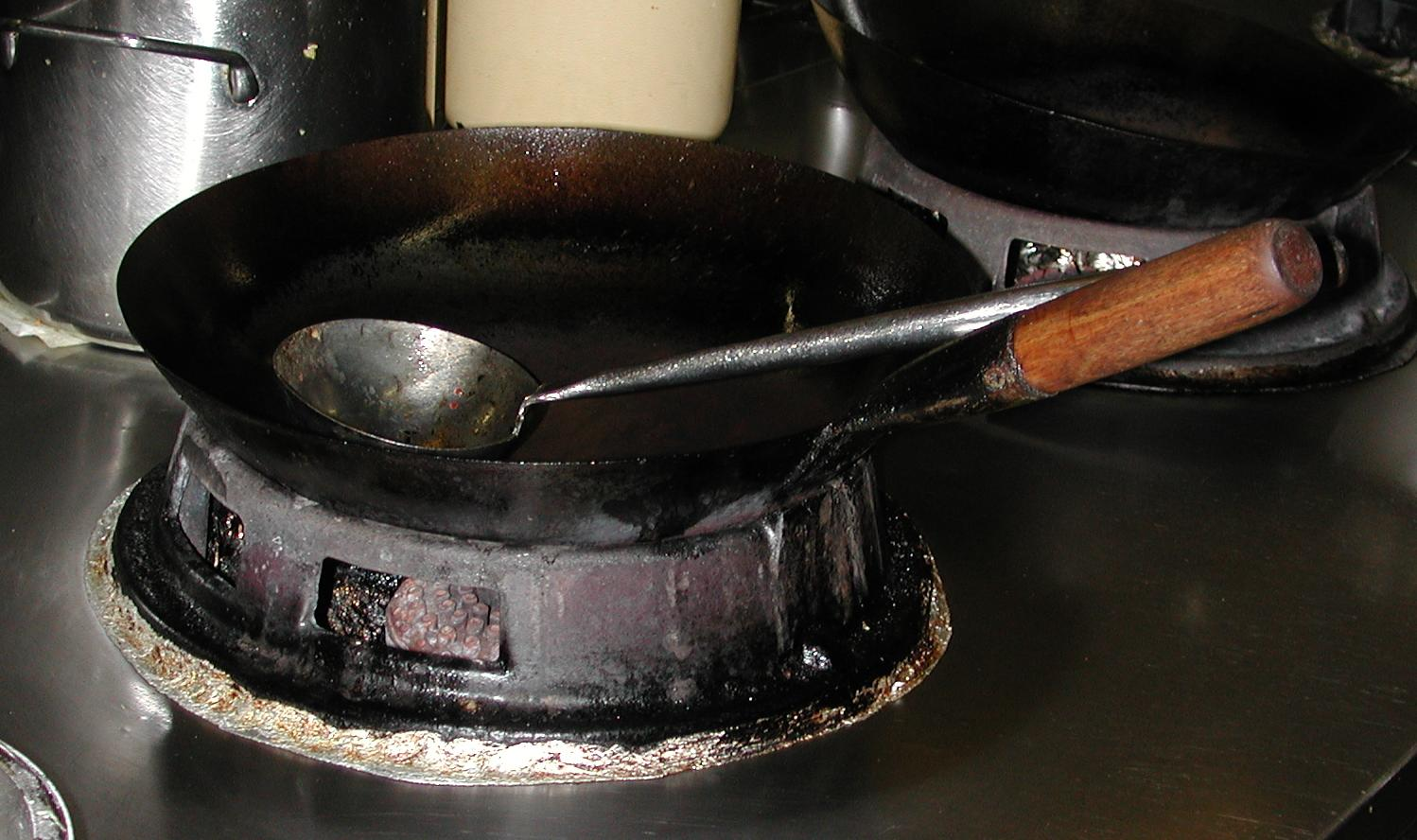
A rendszeres használat során megkeményedett, olajos patinaréteg képződik a wok felületén – ez teszi lehetővé a wok héj (wok hei)t.

A wok héj (wok hei) (hagyományos: 鑊氣, egyszerűsített: 镬气, jűtphing: wok6 hei3) a kantoni konyha jellegzetessége, melyet nagyon nehéz pontosan lefordítani. Ezzel szokás jellemezni a kantoni ételek összetett, „perzselt” aromáját, mely a forróra hevített wokban alakul ki a számos használat következtében, és akár szakácsonként változó lehet.
A kifejezést lehet szó szerint úgy fordítani, hogy „a wok hősugárzása”, vagy átvitt értelemben, ahogy Grace Young nevezte el The Wisdom of the Chinese Kitchen című szakácskönyvében: „a wok lehelete”. Szerinte a wok héj (wok hei) koncepciója és jelentése szakácsonként változik, egyesek úgy írják le, hogy „a wok íze” vagy „az ízek harmóniája”. Young szerint számára a wok héj (wok hei) nem más, mint „a wok lehelete – amikor a wok energiát lehel a stir-fryba, egyedi, intenzív ízt és aromát adva az ételnek.”
A második írásjegy a szóban a csi (qi), emiatt egyes szakácskönyvek wok csi (wok chi)ként is hivatkoznak rá. A wok héj (wok hei) tulajdonképpen azok az ízek, aromák, az az „esszencia”, melyeket a forró wok ad át az ételnek a keverve pirítás során.
A hagyományos wokok öntöttvasból vagy nyersvasból készülnek és a rendszeres használat során megkeményedett, olajos patinaréteg képződik a belső felületén, mely megakadályozza az ételek letapadását. Ez a réteg segít átadni a wok héj (wok hei)t az ételeknek. Tudományos szempontból karamellizáció, Maillard-reakció játszódik le, az ételek ízét pedig az olaj égése is befolyásolja, miközben az étel pörkölődik, perzselődik,  nyugati konyhában megszokottnál jóval magasabb hőmérsékleten. A wokban főzéshez nyílt lángra van szükség, indukciós főzőlapon például nem lehet elérni a wok héj (wok hei)t.

### Pao(Bao)

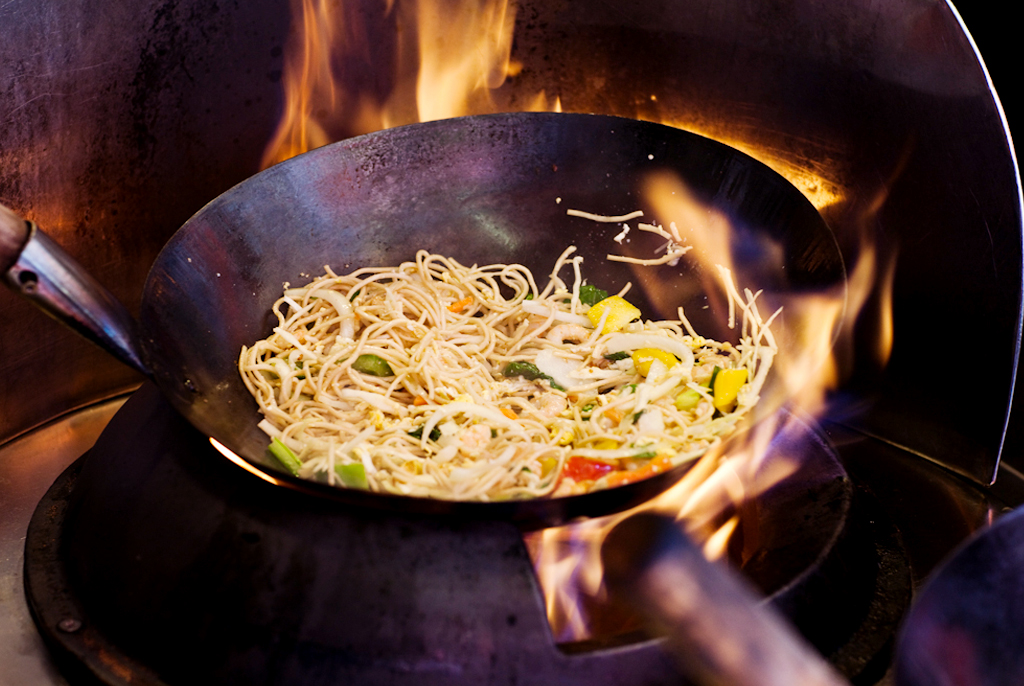
A pao (bao) technika megakadályozza a nedvesség elpárolgását a hozzávalókból, viszont a külsejük ropogós marad.

A 18. és 19. században a  pao (爆; „robbanás”, bào) technika az észak-kínai Santung (Shandong) tartományra volt jellemző. A wokot addig hevítik, amíg enyhén vöröses színű nem lesz. Ezután nagyon gyorsan teszik bele az olajat, a fűszereket és a kisebb méretűre kockázott húst. Az ételt folyamatosan dobják-rázzák, csak addig állnak meg, amíg egyéb hozzávalókat tesznek hozzá, például zöldségeket vagy más fűszereket. A pao (bao) lényege, hogy kihangsúlyozza a hozzávalók természetes ízvilágát, ezért kevés fűszert használnak. A nagyon magas hőmérséklet miatt ideális feldolgozási technika kevés mennyiségű, gyorsan elkészülő ételekhez, hogy a nedvek a hozzávalókban maradhassanak. A húst vagy tojásfehérjébe vagy keményítőbe forgatják, így akadályozzák meg a nedvek kiszivárgását. Az ételt a wokból tálalják, majd a wokot gyorsan ki kell törölni, nehogy az ételmaradék ráégjen.

## Hatása a tápértékre

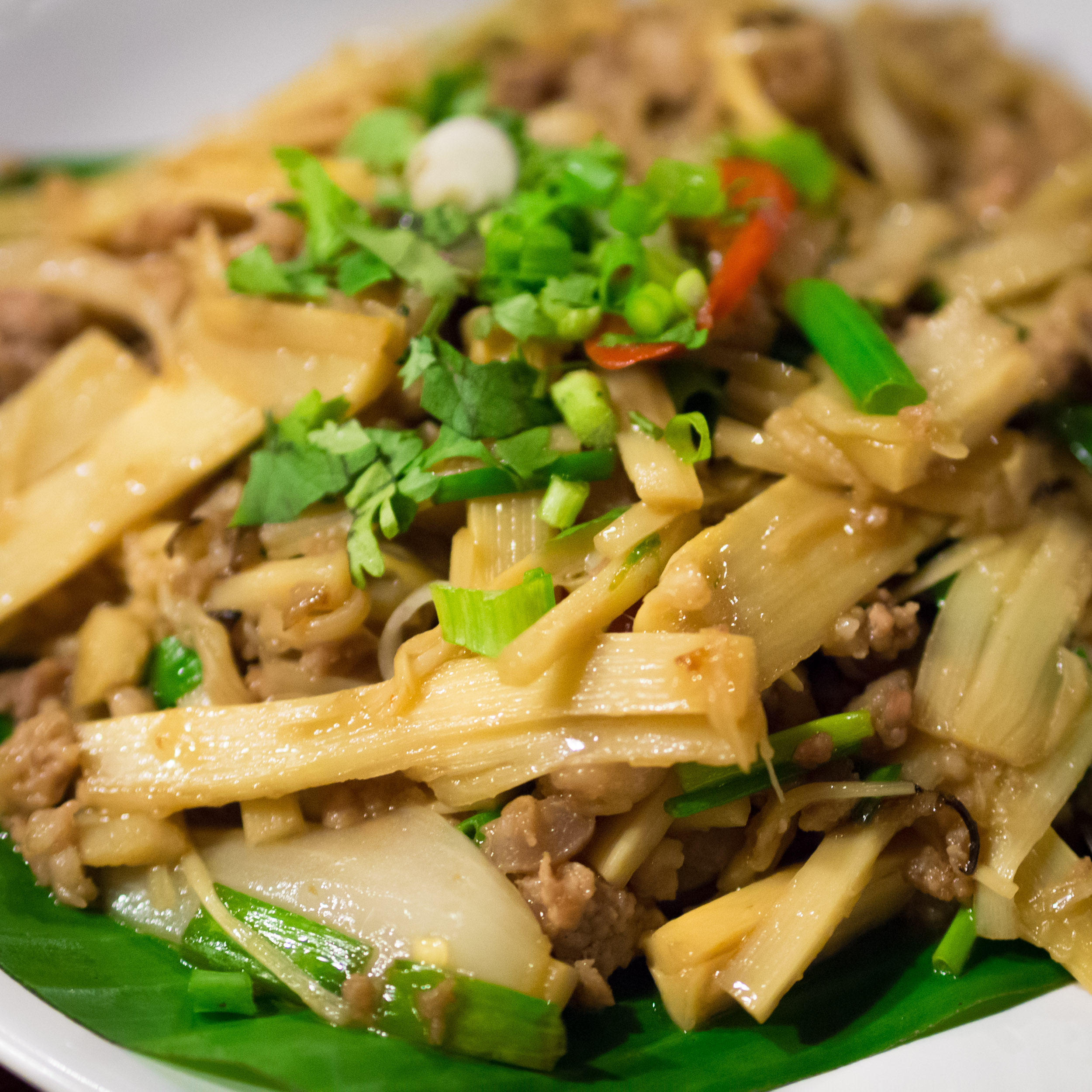
Keverve pirított bambuszrügy darált sertéshússal; thai étel

A keverve pirítást általában egészséges és tápláló módszernek tekintik. Úgy tartják, hogy segít megőrizni az ételek színét, textúráját és tápértékét is. Egy kínai tanulmány összehasonlította a bambuszrügy tápértékeit főzés, párolás és keverve pirítás után és azt találta, hogy a főzés és a párolás csökkentette a fehérje, az oldható cukor, a szabad aminosavak és a hamu mértékét több mint harmadával. Ezzel szemben a stir frying megnövelte a bambuszrügy zsírtartalmát 528,57%-kal a hozzáadott olajnak köszönhetően, és megtartotta az antioxidánsok jó részét is. Jóval több C-vitamin is maradt a bambuszrügyben, mint forralás után. Az antioxidánsok teljes megtartását tekintve a keverve pirítást jelölték meg a legjobb módszernek a bambuszrügy elkészítéséhez. A pirospaprikával végzett kísérlet hasonló eredményre jutott.
Egy másik kínai tanulmány a brokkoli tápértékeinek változását vizsgálta párolást, forralást, mikrohullámú sütőben sütést, stir fryingot, valamint keverve pirítás utáni bő olajban sütést követően. Azt találták, hogy a Kínában két legnépszerűbb házi főzési módszer, a szójaolajban való keverve pirítás, valamint a keverve pirítás utáni bő olajban sütés eredménye sokkal nagyobb csökkenést eredményezett a klorofilltartalom, az oldható fehérjék, oldható cukor és a C-vitamin tekintetében. A legkisebb csökkenést a párolás okozta. Az öt percen át tartó keverve pirítás, valamint a forralással kombinált keverve pirítás okozta a legnagyobb mértékű csökkenést a brokkoli glukozinolát-tartalmában, melyet legjobban a párolás őrzött meg. Spanyol kutatók három és fél percig pirították keverve a brokkolit és azt találták, hogy a brokkoliminták tápértéke annak függvényében változott, hogy milyen olajat használtak. Az eredményeket a nyers brokkoli tápértékével hasonlították össze. A brokkoli fenol- és C-vitamin-tartalma jobban csökkent, mint a glukozinolátok és az ásványi anyagok mennyisége. A szójaolaj, a földimogyoró-olaj, a sáfrányosszeklice-olaj és az extra szűz olívaolaj nem csökkentette a glukozinolátok mértékét; az extra szűz olívaolajjal vagy napraforgóolajjal keverve pirított brokkoli C-vitamin tartalma pedig hasonló volt a nyers brokkoliéhoz. Más, sütésre alkalmas olajok esetében jelentős volt a csökkenés.
A stir frying módszernek megvannak a maga egészségügyi kockázatai is. Újabb kutatások szerint a húsfélék magas hőmérsékleten való sütésekor heterociklusos aminok (HCA) és policiklusos aromás szénhidrogének (PAH) jönnek létre, melyek potenciálisan változást idézhetnek elő a DNS-ben és megnövelhetik a rákbetegségek kialakulásának kockázatát.

## A kínai gyógyászatban
A keverve pirítást egyes kínai gyógynövények feldolgozásához is használják, jellemzően olaj nélkül. Mézzel pirítva egyes gyógynövények édesebb ízűek lesznek és ennél fogva növelik a csi lépet és a gyomrot erősítő hatását. Ecettel pirítva a gyógynövény gyógyhatását a hagyomány szerint a májhoz lehet irányítani, mivel a savanyú ízt a májjal hozzák összefüggésbe.

## Galéria

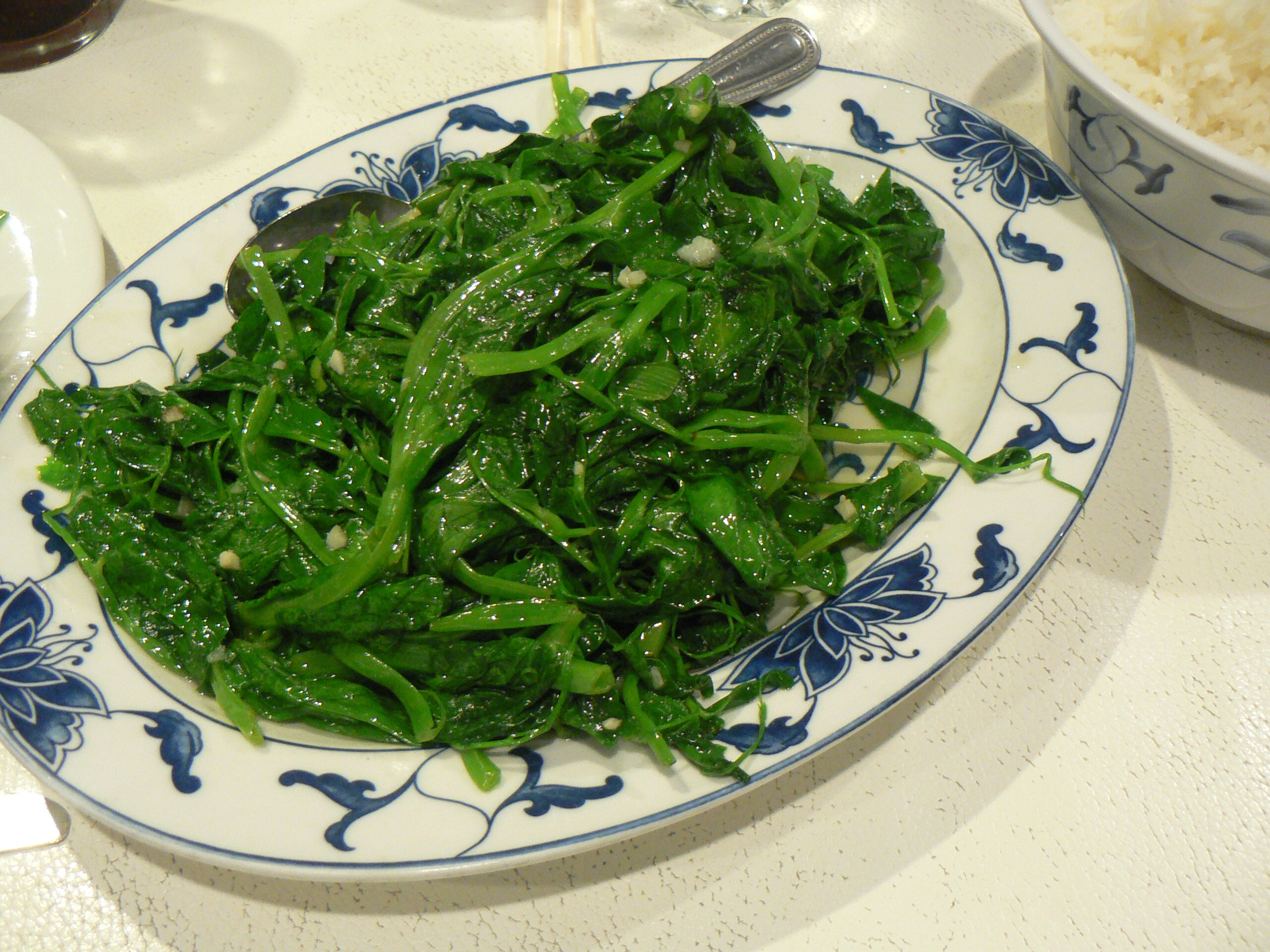
Keverve pirított borsóhajtás
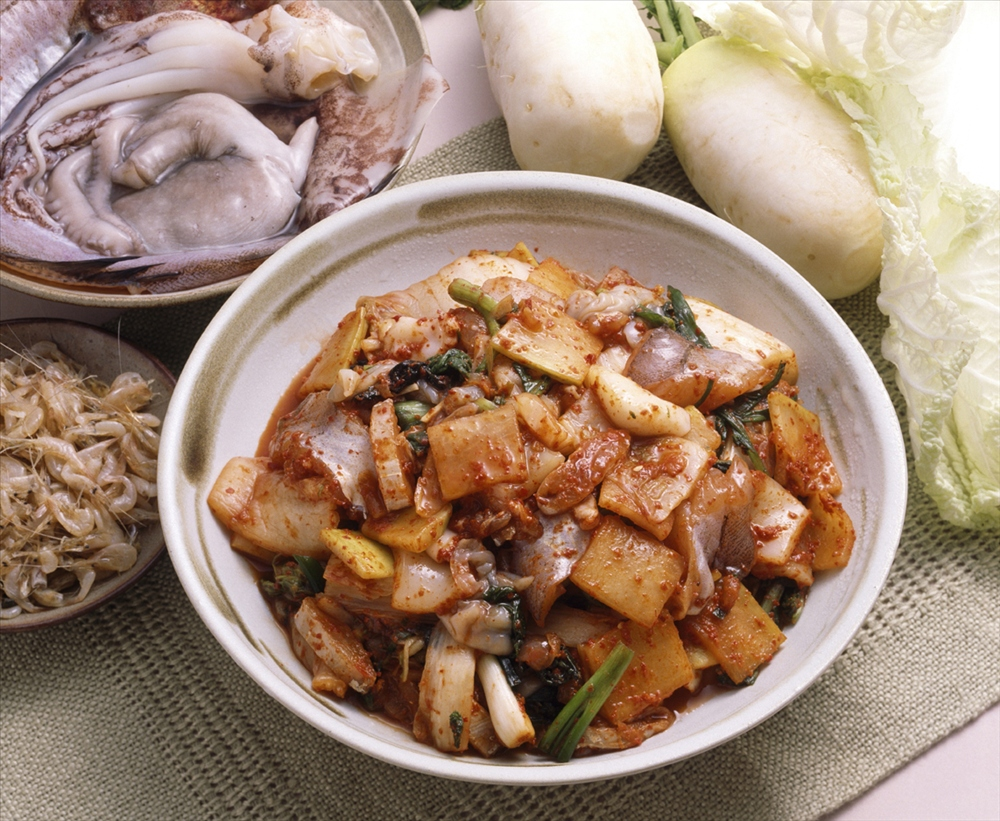
keverve pirított polip
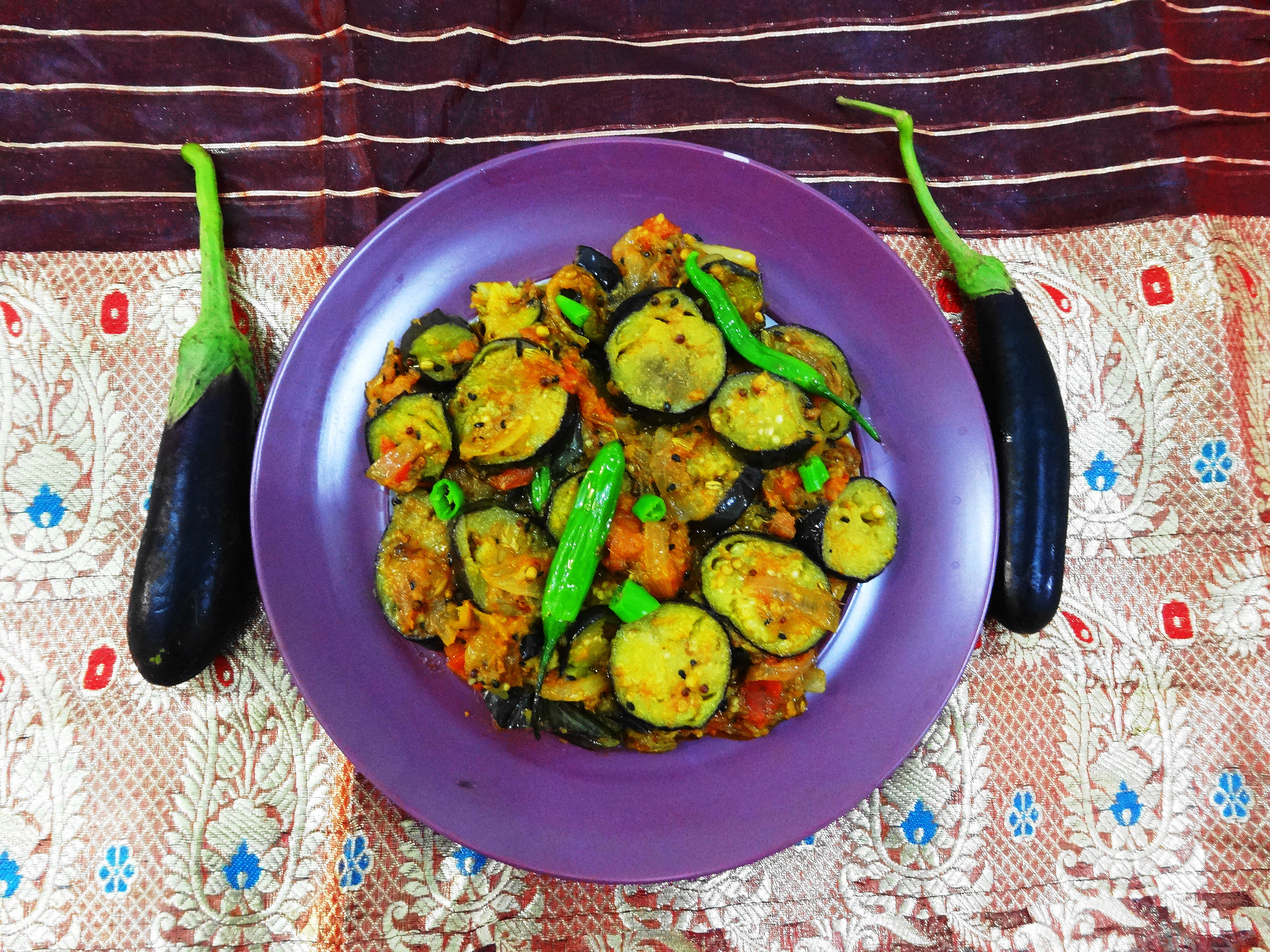
Stir-fry padlizsán
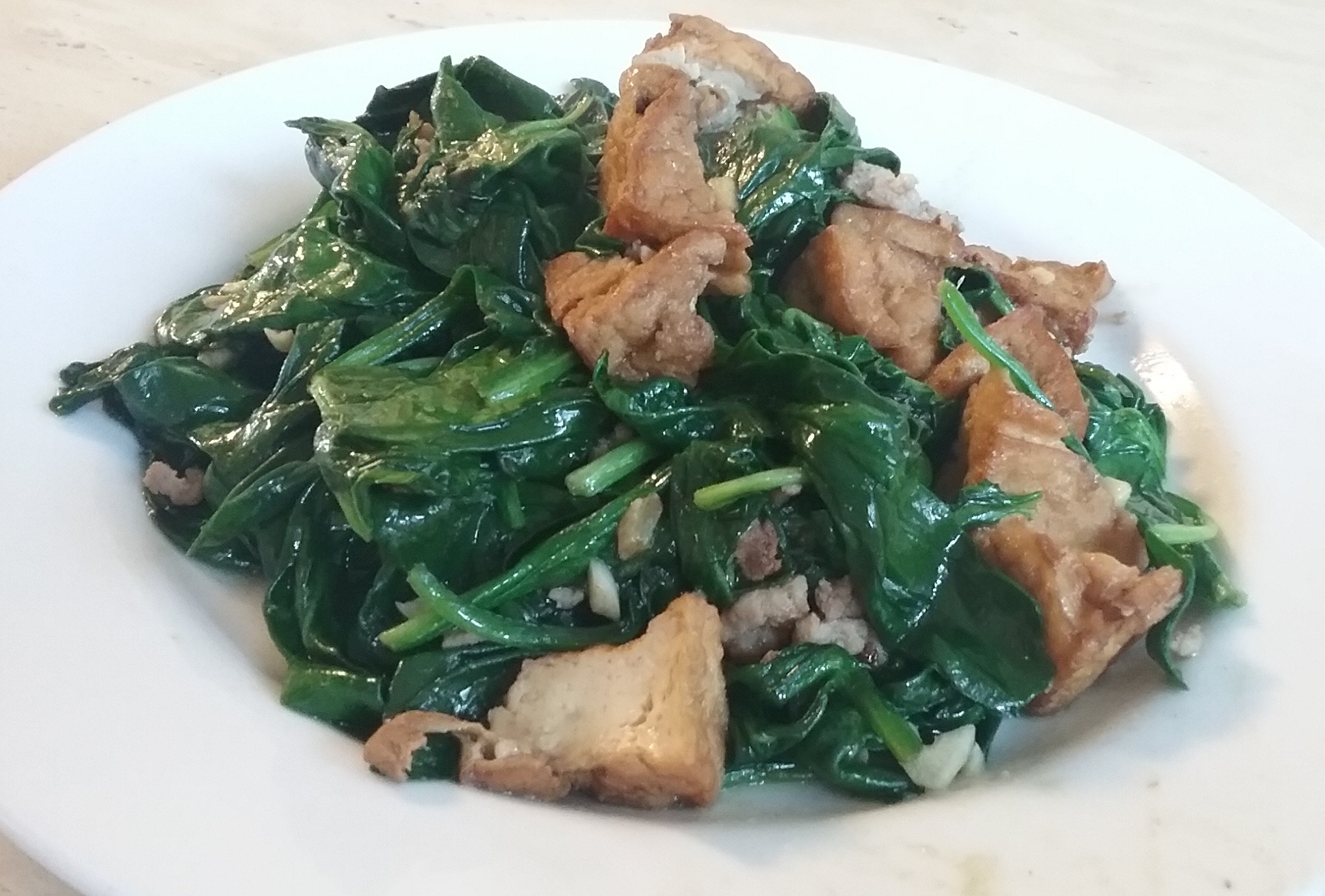
Tofu és spenót egytálétel
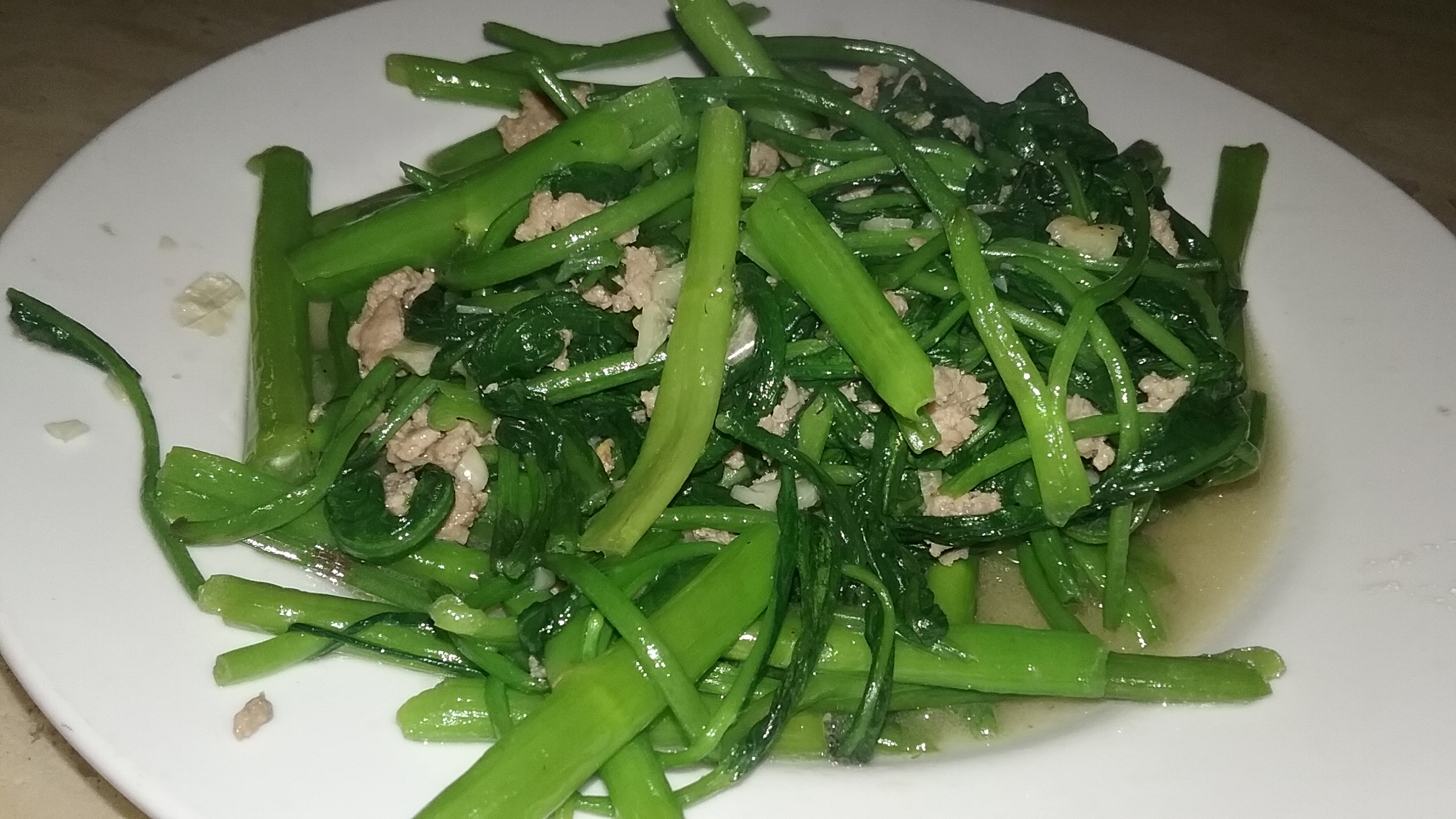
„vízi spenót” (ipomoea aquatica)

## Fordítás
Ez a szócikk részben vagy egészben  a   Stir frying című angol Wikipédia-szócikk fordításán alapul.  Az eredeti cikk szerkesztőit annak laptörténete sorolja fel. Ez a jelzés csupán a megfogalmazás eredetét és a szerzői jogokat jelzi, nem szolgál a cikkben szereplő információk forrásmegjelöléseként.